# Anga prästänge
Anga prästänge är ett Natura 2000-område i Anga socken, Gotland.

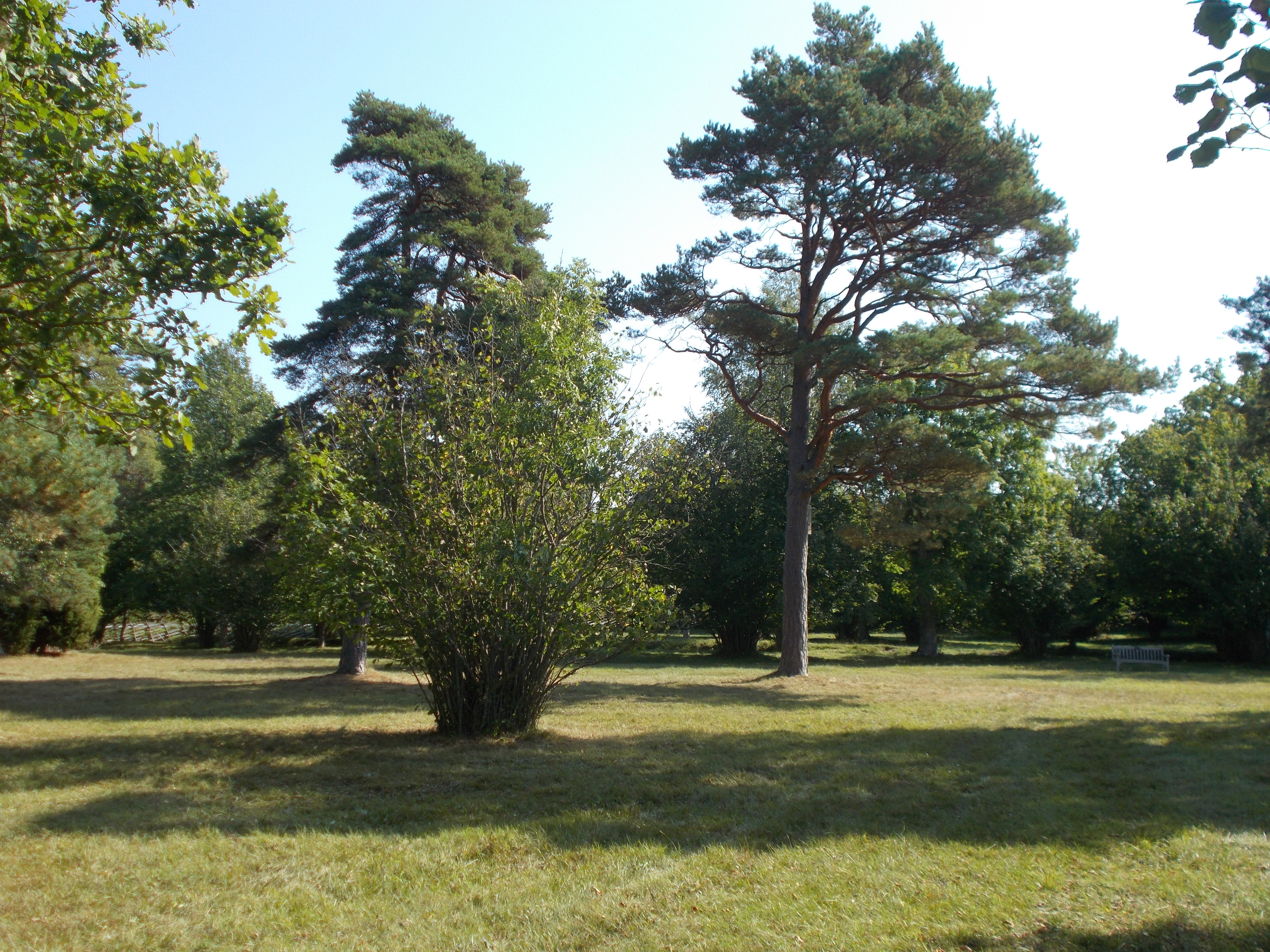
Anga prästänge, Gotland

Änget har tillhört Anga prästgård och är beläget 300 meter söder om Anga kyrka. Det är litet, men det är rikt på orkidéer. Trädskiktet har en ovanligt stor förekomst av tall och björk. Dess askar klappas regelbundet. Bland gräsarterna dominerar älväxingen. Bland dess orkidéer märks brudsporre, Sankt Pers nycklar, johannesnycklar och krutbrännare. Här förekommer även den sällsynta blodtoppen och svensk ögontröst.